# Сіроїсі (Саґа)

33°8′54″ пн. ш. 130°7′24″ сх. д. / 33.14833° пн. ш. 130.12333° сх. д.
Сіроїсі (яп. 白石町) — містечко в Японії, в повіті Кісіма префектури Саґа.